# Ižorskij batal'on
Ižorskij batal'on (Ижорский батальон) è un film del 1972 diretto da Gennadij Sergeevič Kazanskij.

## Trama
Un film sul destino dei soldati del battaglione Izhora. Formato da operai di fabbrica, il battaglione prese parte a battaglie decisive contro unità regolari dell'esercito nazista e concluse il suo eroico viaggio sulla costa del Mar Baltico.